# Акведук (комплекс радиосвязи)

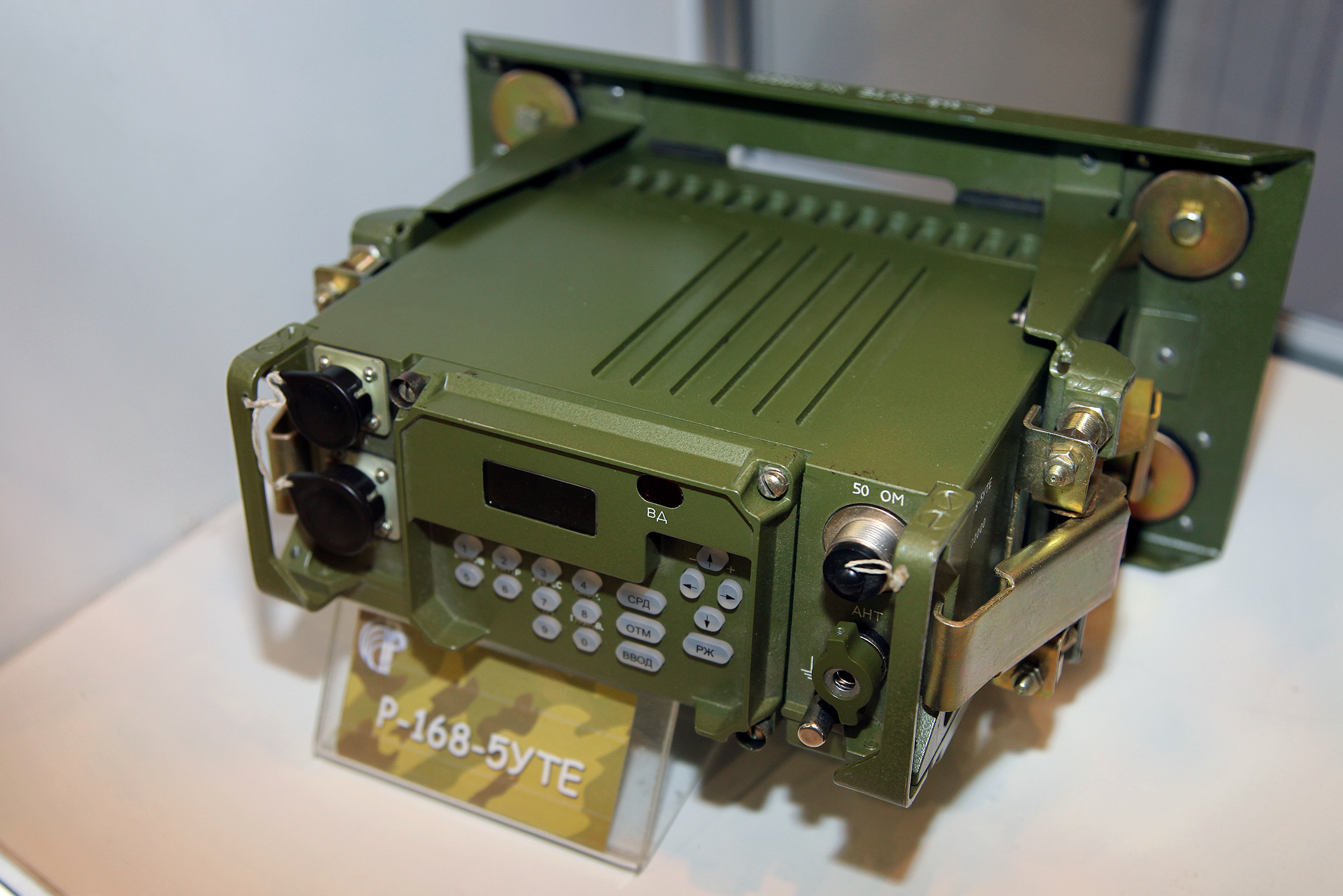
Радиостанция Р-168-5УТЕ на выставке Интерполитех-2013
(октябрь 2013, Москва)

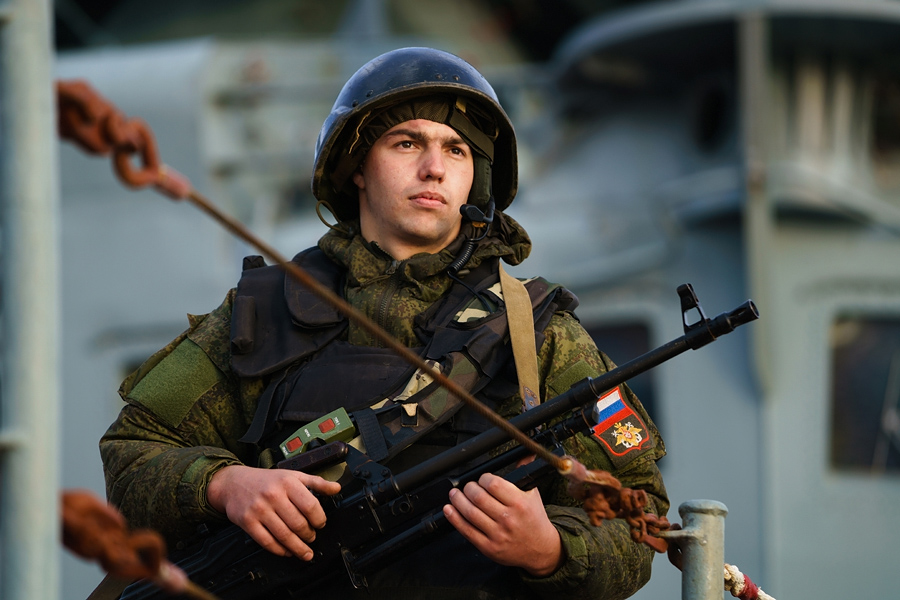
Военнослужащий российского ВМФ в Сирии с радиостанцией Р-168-0,1УМ1

Р-168(Е) «Акведук» — российский цифровой комплекс радиосвязи пятого поколения, созданный для  обеспечения армейских частей тактического звена (от солдата до командира дивизии) устойчивой, разведзащищённой и помехозащищённой связью. 
«Акведук» разработан Воронежским НИИ связи, с 2000 года выпускается на заводах акционерного общества (АО) «Электросигнал», город Воронеж, и Ярославском радиозаводе. Включает в себя 16 видов носимых, возимых и переносных радиостанций с выходной мощностью от 0,1 до 100 Вт; возимые и носимые средства технического скрывания информации, а также 15 видов вспомогательных устройств, дополняющих его функциональные возможности.

## Описание
Портативные радиостанции комплекса существенно превосходят предыдущие модели[какие?] по таким параметрам как вес (который снизился с 2,5 кг до 400 грамм) и время работы в активном режиме (до 24 часов). Элементы комплекса размещаются на многих видах автотранспорта, колёсной и гусеничной техники (например — на БТР-82А) и командно-штабных машин, они включены в комплект российской боевой экипировки «Бармица»; помимо этого сам комплекс «Акведук» является основой единой общевойсковой системы связи и управления тактического звена. Имеются модификации комплекса, которые можно монтировать на надводных кораблях, подводных лодках и летательных аппаратах армейской авиации.
По данным на 2009 год российские войска были укомплектованы радиостанциями комплекса «Акведук» на 65 %; в то же самое время укомплектованность российских ВДВ ими достигала 90 %, а недостающие 10 % планировалось поставить в воздушно-десантные части в первом квартале 2010 года. В марте 2016 года появилась информация, что после совместного заседания промышленной группы российско-египетской комиссии по военно-техническому сотрудничеству представители Египта выразили желание развернуть в своей стране производство радиостанций комплекса «Акведук»

## Конструкция и технические возможности

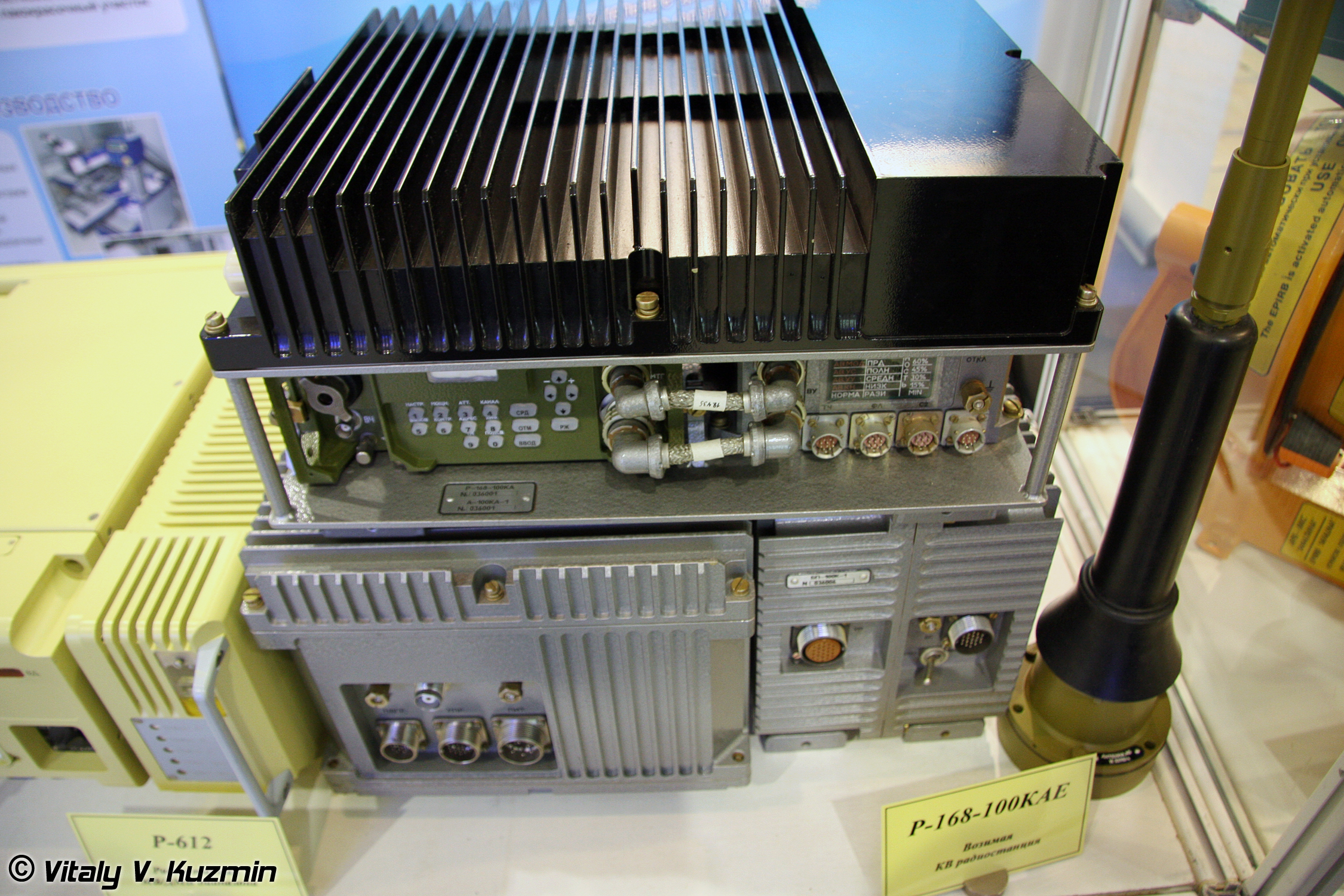
Радиостанция Р-168-100КАЕ на выставке Интерполитех-2011
(октябрь 2011, Москва)

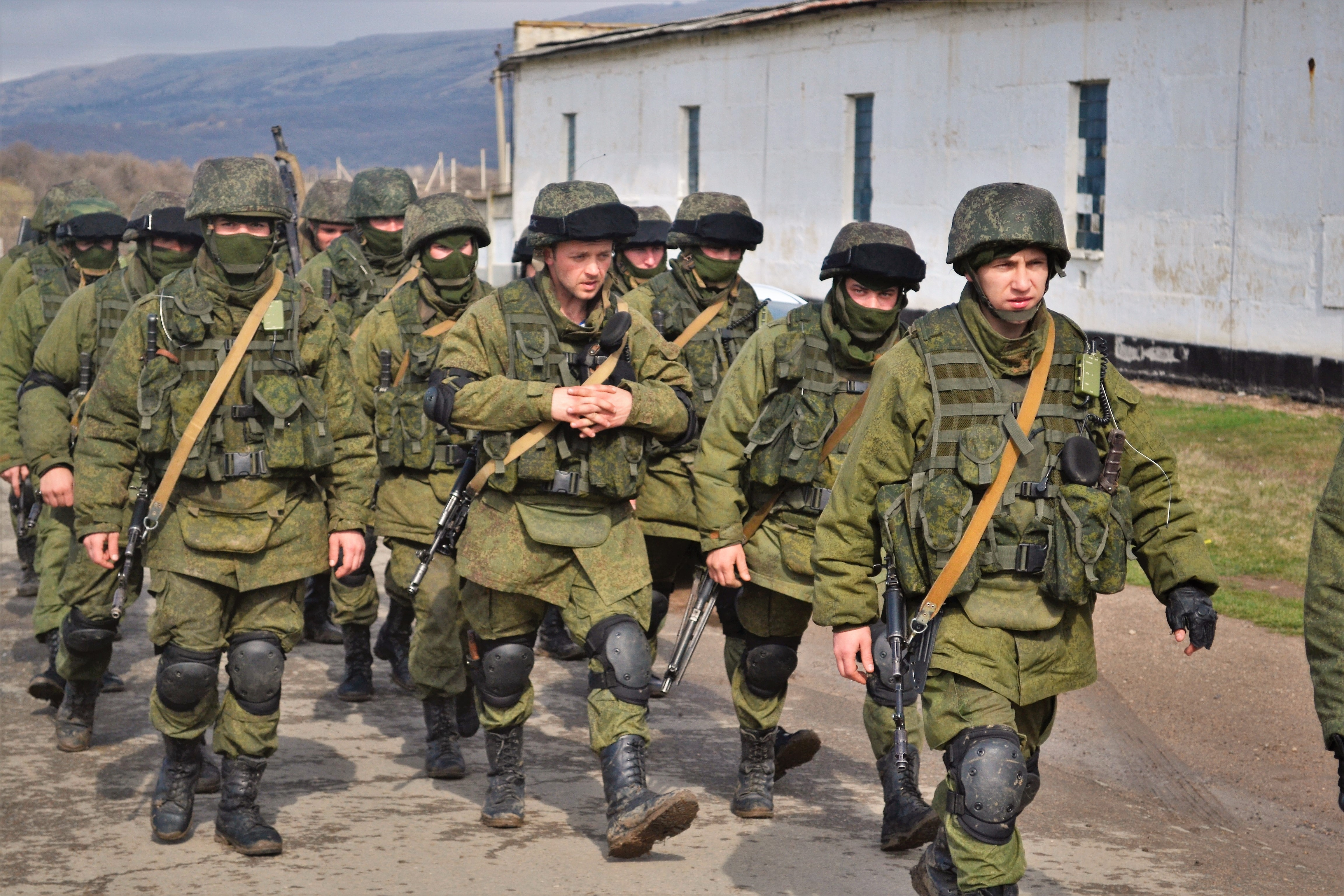
"Вежливые" люди с портативными радиостанциями Р-168 комплекса «Акведук»
(9 марта 2014 года, Перевальное)

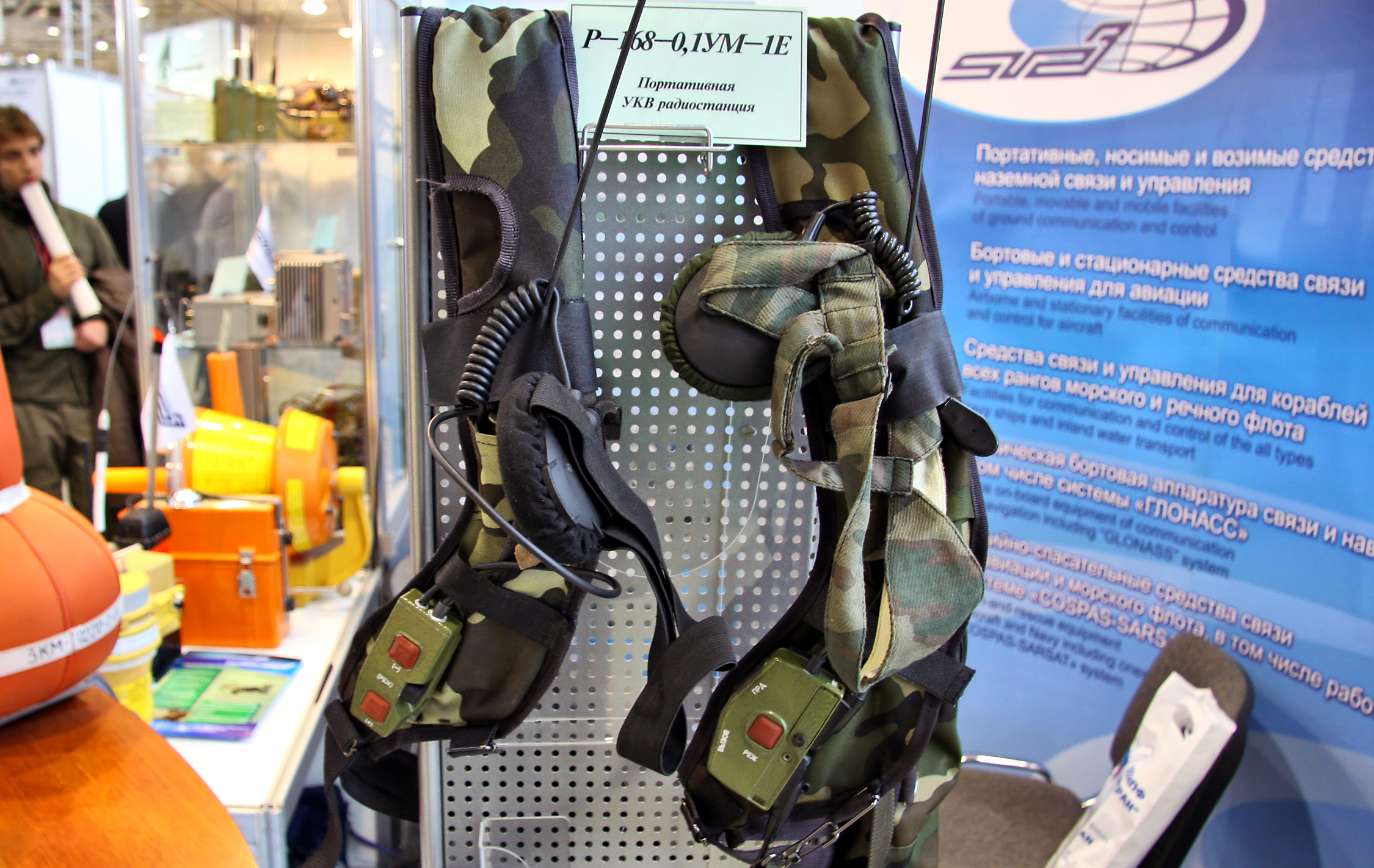
Портативная УКВ-станция Р-168-0,1УМ-1Е на выставке Интерполитех-2010
(октябрь 2010, Москва)

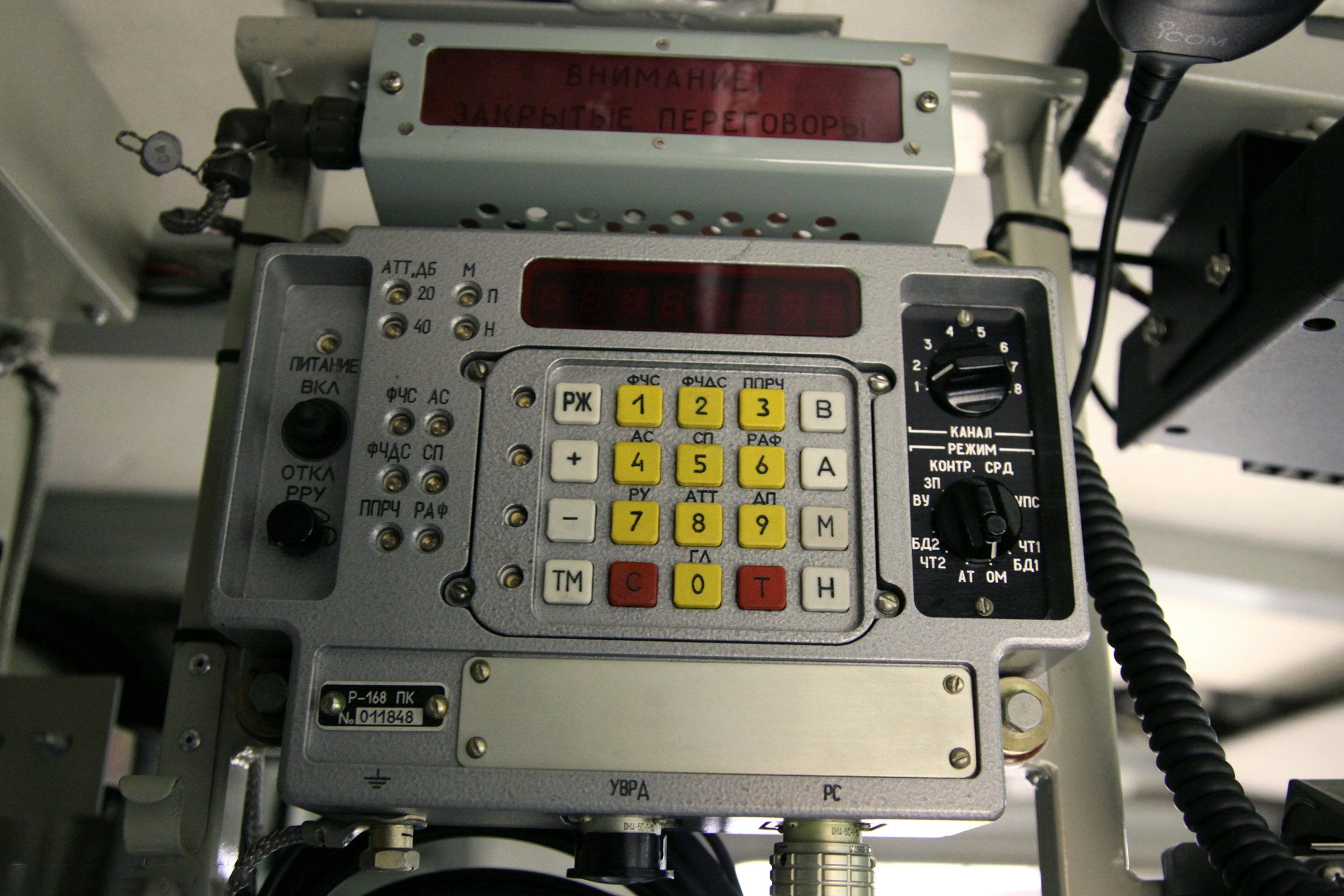
Панель управления радиостанции Р-168 на выставке Интерполитех-2012
(октябрь 2012, Москва)

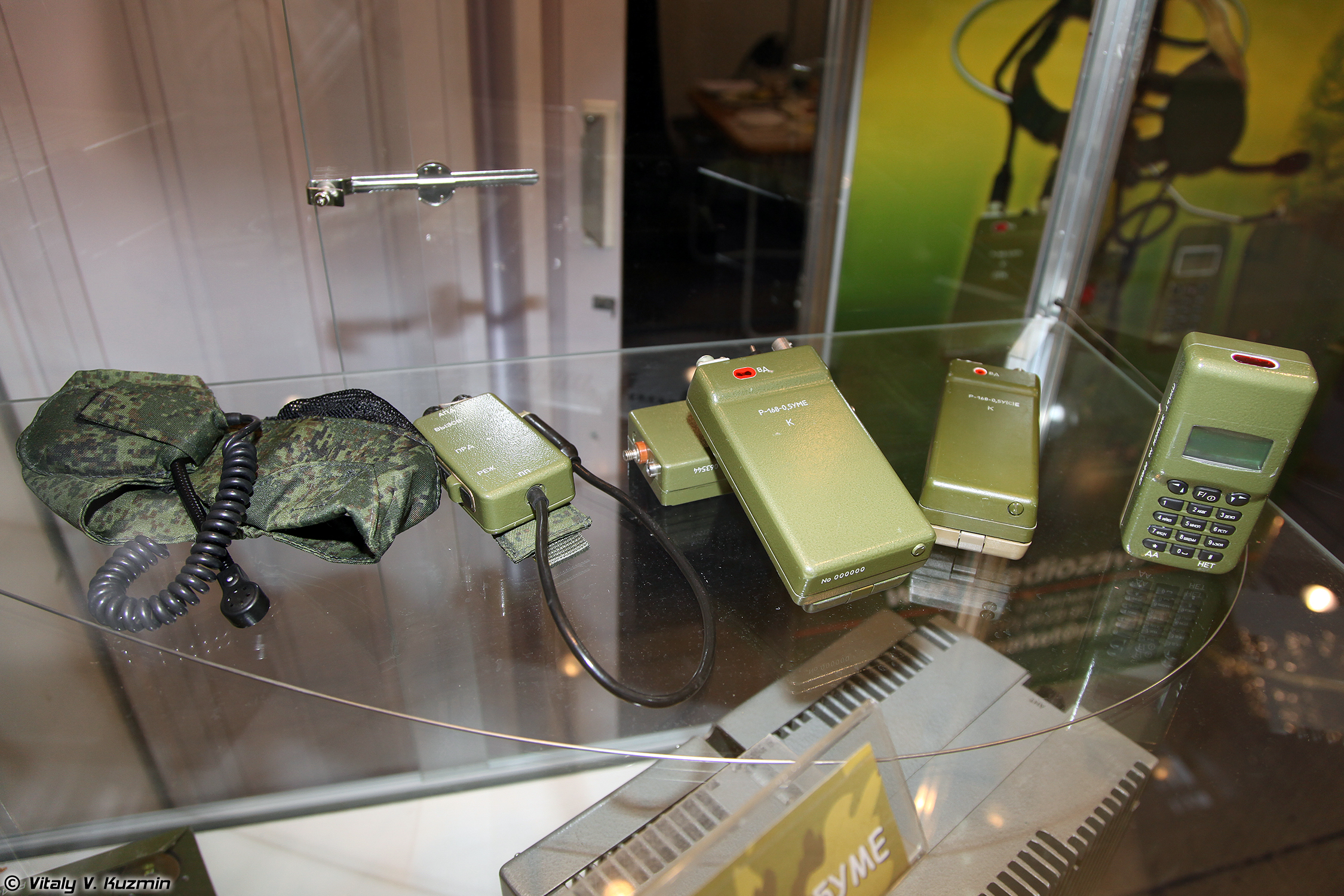
Радиостанция Р-168-0,5УМЕ на выставке Интерполитех-2013
(октябрь 2013, Москва)

Аппаратура комплекса позволяет обеспечить связь в УКВ-диапазоне на расстояниях до 30 км в движении и до 70 км на стоянке; в КВ-диапазоне — на расстояниях до 350 км.
Помимо работы в аналоговом режиме, комплекс «Акведук» позволяет обмениваться данными в цифровом режиме со скоростями 100, 200, 1200 бит/с в КВ диапазоне и 1,2-16 кбит/с в УКВ диапазоне.
В состав комплекса входят:
Аппаратура УКВ-диапазона
- портативная радиостанция Р-168-0.1У,
- портативная радиостанция Р-168-0.5У,
- портативная радиостанция Р-168-0.5УС,
- приёмник поисковый Р-168ПП,
- передатчик маркерный Р-168МП,
- радиостанция носимая Р-1685УН,
- радиостанция автомобильная Р-168-5УТ,
- радиоприёмник возимый Р-168УП,
- радиостанция возимая Р-168-5УВ,
- радиостанция возимая Р-168-25У,
- радиостанция возимая Р-168-100У,
- радиостанция возимая Р-168-100УФ для сил ВМФ.

Аппаратура КВ-диапазона
- радиостанция носимая Р-168-5КН,
- радиостанция возимая Р-168-5КВ,
- радиостанция возимая Р-168-100КА,
- радиостанция возимая Р-168-100КБ,

Устройства технического маскирования
- устройство маскирования Р-168-МА5,
- устройство маскирования Р-168МВ,

Дополнительные оснащение
- пульт записи,
- устройство Р-168УВРДО,
- пульт Р-168ППРД,
- блок Р-168БС,
- датчик опорных частот Р-168ДОЧ,
- блок фильтров Р-168БАФ-25У,
- блок фильтров Р-168БАФ-100У,
- блок фильтров Р-168БРФ-4,
- пульт управления Р-168ПУ,
- пульт управления Р-168СПУ-2,
- пульт управления Р-168СПУ-3,
- пульт управления Р-168ПК,
- антенна Р-168БШДА,
- антенна Р-168ШДАМ,
- мачта антенная Р-168МК.

Возможности элементов комплекса обеспечивают:
- техническое маскирование речевой и цифровой информации,
- ретрансляцию передачи данных,
- сканирующий приём на четырёх-восьми заранее заданных частотах,
- работу на четырёх-восьми заранее подготовленных частотах,
- работу в режиме псевдослучайной перестройки рабочей частоты,
- ввод радиоданных в ручном и автоматическом режиме,
- автоматизированную адаптивную связь,
- передачу и приём тональных вызовов,
- режим циркулярной и адресной связи,
- экономичный режим приёма для портативных и носимых радиостанций.

Все радиостанции комплекса снабжены встроенными блоками контроля работоспособности.